# گیورگوس کامینیس
گیورگوس کامینیس (یونانی: Γεώργιος Καμίνης؛ زادهٔ ۱۵ ژوئیهٔ ۱۹۵۴) یک سیاست‌مدار اهل یونان و شهردار کنونی آتن است.